# Mamy Blue
Mamy Blue, Mammy Blue (с англ. — «Тоска по маме») — песня, написанная в 1970 году французским композитором Юбером Жиро.

## История
История песни «Mamy Blue» началась в Париже в автомобильной пробке. Застрявший в ней французский композитор Юбер Жиро сочинил мелодию и текст, который можно перевести и как «Тоска по маме», и как «Мама, я грущу». Изначально песня была записана на французском языке. В ней герой вспоминает, как в юности покинул отчий дом, даже не попрощавшись с матерью. После долгих скитаний он возвращается и находит дом опустевшим. Мать, судя по всему, умерла, и некому даже сказать «извини».

## Версии
Считается, что первой её исполнила начинающая итальянская певица Ивана Спанья. Сделала она это на итальянском языке под ритмичные риффы акустической гитары.
В мае 1971 года французский продюсер Ален Мийо (Alain Milhaud), проживающий в Испании, приобрёл песню для своих подопечных — популярной группы Los Pop-Tops.
При этом записывать «Mamy Blue» испанская группа и французский продюсер решили в Лондоне. Перевод песни с итальянского на английский язык сделал фронтмен Pop-Tops Фил Трим (Phil Trim), в результате чего в названии появилась вторая «m» — «Mammy Blue». Позже он сочинит и испанский вариант.
Во Франции записали сразу две версии. Англоязычную исполнил певец Джоэл Дейд, а франкоязычную — певица Николетта. Версия Дейда с английской лирикой Фила Трима была записана в Olympic Sound Studio в Лондоне и студии Decca в Париже с Уолли Стоттом (Wally Stott) в качестве аранжировщика, а версия Николетты была выпущена самим Юбером Жиро и стала первой записью этой песни с французской лирикой.
Если Дейд и Pop-Tops спели эту пронзительную песню по-блюзовому хрипло и неистово, то у Николетты голос трогательно дрожал. Больший успех снискали англоязычные версии: они возглавили французский хит-парад, попали в топ-40 Британии, а Pop-Tops даже проникли в американские хит-парады на 57-е место. Версия же Николетты в родной Франции добралась лишь до четвёртого места. Несмотря на это, сам композитор считал, что именно Николетта исполнила песню так, как он её видел.
Вскоре Mamy Blue распевали уже по всей Европе, в том числе и в СССР. Первую русскоязычную версию Мама (текст А. Полонского) исполнил в 1972 году Эмиль Горовец. В 1973 году песня вышла в исполнении Муслима Магомаева на испанском языке, название перевели как Грустная мама. Вторую русскоязычную версию «Где же ты, мама?» в 1973 году исполнили «Весёлые ребята» с солистом Александром Лерманом. В 1980 году издана инструментальная версия «Мама, мне грустно» в исполнении оркестра Поля Мориа, в сборнике Под музыку Вивальди.

## Исполнители
- Ивана Спанья
- Ricky Shayne (1971, на немецком языке)
- Ian Lloyd & Stories
- Ладо Лесковар[словен.][7] (в СССР название перевели как «Грустная мама»[8])
- Николетта[фр.][9]
- Pop-Tops[англ.][10][11]
- Далида[12]
- Вики Леандрос[13]
- Роджер Уиттакер[14]
- Хулио Иглесиас[15]
- Карел Готт (чешская версия «O, Mami, dík»)
- Селин Дион (франкоязычный студийный альбом «Les chemins de ma maison» содержит две кавер-версии: «Ne me plaignez pas» и «Mamy Blue»)[16]
- Черри Лейн (1979)
- Демис Руссос[17]
- Лара Фабиан[18]
- Golden Gate Quartet
- Martin Lucia
- Эмил Димитров
- Радмила Караклаич
- Сергей Пенкин
- Лайма Вайкуле (в фильме «Старые песни о главном 3»)[19]
- Эмиль Горовец (русскоязычное название «Мама», русский текст А. Полонского)
- Муслим Магомаев
- Яак Йоала (на эстонском языке)
- ВИА «Весёлые ребята» (название русскоязычной версии: «Где же ты, мама»[20], солист Александр Лерман)
- Хорас Энди
- Алеся Маньковская, Вадим Самойлов (в фильме «Мне не больно»)

Кроме того, слова и мотив песни используются в венгерско-цыганских напевах, например у Догоша Роби, Короди Йозси и других.
Инструментальные версии
- Эстрадный оркестр Поля Мориа — альбом Mamy Blue 1971 г.[21][22]
- Джеймс Ласт — альбом Voodoo Party 1971 г.[23][24]